# Тензор механічних напружень

Компоненти тензора механічних напружень. Сили позначені.

Те́нзор механі́чних напру́жень або просто тензор напружень (тензор Коші) — тензор другого рангу, яким описуються сили, що виникають в твердому тілі при деформації[1]. Сили взаємодії виділеного кубика з оточуючими елементами позначені як T(e) і вимірюються в ньютонах. Якщо площа граней виділеного кубика дорівнює S0, то введені компоненти напружень {\displaystyle \sigma } визначаються як проєкції векторів T(e) /S0 на осі вибраної декартової системи. Ці компоненти мають розмірність тиску, тобто вимірюються в паскалях. Для компонентів тензора напружень встановлено спеціальне правило знаків. Нормальні напруження вважаються додатними, коли вони є розтягувальними, тобто направлені по зовнішній нормалі до площинки. Знак дотичних напружень визначається згідно загальних правил проєктування вектора на координатну вісь.
Тензор механічних напружень визначається таким чином, щоб
{\displaystyle F_{i}=\sum _{k}{\frac {\partial \sigma _{ik}}{\partial x_{k}}}},
де {\displaystyle \mathbf {F} } — вектор сили, яка діє на одиницю об'єму речовини.

## Властивості
Тензор механічних напружень симетричний відносно індексів i та k.

## Напруження стиску-розтягу і зсуву
Тензор механічних напружень часто записують у вигляді
{\displaystyle {\hat {\sigma }}=\left({\begin{matrix}\sigma _{xx}&\tau _{xy}&\tau _{xz}\\\tau _{yx}&\sigma _{yy}&\tau _{yz}\\\tau _{zx}&\tau _{zy}&\sigma _{zz}\end{matrix}}\right)}
Діагональні елементи матриці позначаються {\displaystyle \sigma } і назвиваються напруженнями стиску-розтягу, а недіагональні елементи позначаються {\displaystyle \tau } і називаються напруженнями зсуву.

## Рівняння рівноваги
У стані механічної рівноваги прикладена зовні сила діє лише на поверхню тіла. Всередині тіла кожен об'єм діє на сусідній з такою ж силою, що й сусідній діє на нього самого (третій закон Ньютона). В такому випадку справедливе рівняння рівноваги, що визначає деформацію тіла
{\displaystyle F_{i}=\sum _{k}{\frac {\partial \sigma _{ik}}{\partial x_{k}}}=0}.
У випадку, коли на тіло діють так звані об'ємні сили, наприклад сили тяжіння, рівняння рівноваги набирає вигляду
{\displaystyle \sum _{k}{\frac {\partial \sigma _{ik}}{\partial x_{k}}}=\rho g_{i}},
де ρ — густина речовини, а gi — компоненти об'ємних сил в розрахунку на одиницю об'єму.
Ці рівняння слід розв'язувати разом із граничними умовами.
Наприклад, якщо розтягувати довгий однорідний стрижень перерізом S, прикладаючи до його кінця силу F, то тензор механічних напружень матиме лише одну відмінну від нуля компоненту {\displaystyle \sigma _{xx}} (вважаємо, що вісь x направлена вздовж стержня).
Із граничних умов находимо {\displaystyle \sigma _{xx}=F/S}.